# Alexéyevskaya (Volgogrado)
Alexéyevskaya (ruso: Алексе́евская) es un asentamiento rural y stanitsa de Rusia, capital del raión homónimo en la óblast de Volgogrado.
En 2021, la localidad tenía una población de 3677 habitantes. En el territorio del asentamiento no hay pedanías.
Se ubica unos 50 km al sur de Uriúpinsk. Por la localidad fluye el río Buzuluk, unos 10 km al norte de su desembocadura en el río Jopior.

## Historia
Se conoce la existencia de la localidad desde principios del siglo XVIII. Era una stanitsa que formaba parte un sistema de 59 fortificaciones que los cosacos defendían en el entorno del río Jopior. La fortaleza original se ubicaba en la margen derecha del río Buzuluk. Según la tradición local, el topónimo lo puso el zar Pedro I de Rusia, y hace referencia a su hijo Alejo Petróvich Románov. En 1708 fue un lugar muy activo en el apoyo a la rebelión de Bulavin, por lo que acabó parcialmente destruido. Aunque posteriormente se reconstruyó, e incluso llegó a tener una nueva iglesia desde 1745, tuvo que trasladarse a la margen izquierda del río tras una inundación que tuvo lugar en 1764. En 1776 se reconstruyó la iglesia en la nueva ubicación, trasladando numerosos trozos de madera desde el templo original.
En 1802 pasó a ser el centro administrativo del ókrug del Jopior, una de las divisiones administrativas de las tierras del Voisko del Don. Como núcleo administrativo importante, pasó de tener unos doscientos habitantes a unos mil quinientos, y desde 1820 se sustituyó la iglesia de madera por una iglesia de piedra. En 1857, la sede administrativa del ókrug se trasladó a Uriúpinsk, lo que ralentizó el crecimiento de Alexéyevskaya. Adoptó el estatus de capital distrital en 1928, cuando se definieron los raiones del krai del Bajo Volga. La zona fue duramente arrasada en la Segunda Guerra Mundial, por su cercanía a la batalla de Stalingrado, hasta el punto de que la mitad de los combatientes originarios del raión murieron en combate, y hubo que demoler la iglesia de Alexéyevskaya para reutilizar los ladrillos en edificios destruidos. En 1988 se reconstruyó la iglesia.